# Samuel W. T. Lanham

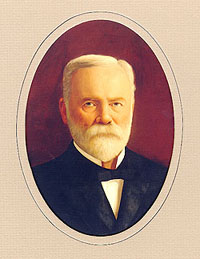
Samuel W. T. Lanham

Samuel Willis Tucker Lanham (* 4. Juli 1846 bei Woodruff, Spartanburg County, South Carolina; † 29. Juli 1908 in Weatherford, Texas) war ein US-amerikanischer Politiker und von 1903 bis 1907 Gouverneur des Bundesstaates Texas. Zwischen 1883 und 1903 war er zwei Mal Abgeordneter im US-Repräsentantenhaus.

## Frühe Jahre und politischer Aufstieg
Samuel Lanham besuchte die Grundschule in Glenn Springs in South Carolina. Während des Bürgerkriegs trat er trotz seiner Jugend der Armee der Konföderierten Staaten bei. Nach Kriegsende zog er im Jahr 1866 in das Red River County in Texas. Dort war Lanham zunächst als Lehrer tätig. Ein Jahr später zog er nach Weatherford, wo er weiter als Lehrer arbeitete und nebenbei Jura studierte. Nach seiner 1869 erfolgten Zulassung als Rechtsanwalt übte er diesen Beruf in Weatherford aus. Zwischen 1871 und 1876 war er Bezirksstaatsanwalt.
Lanham wurde Mitglied der Demokratischen Partei. Zwischen dem 4. März 1883 und dem 3. März 1893 war er Abgeordneter im Kongress. Dort war er zwischenzeitlich Vorsitzender des Committee on Claims, des Ausschusses, der sich mit Ansprüchen an die Bundesregierung befasste. 1894 bewarb sich Lanham erfolglos um das Amt des Gouverneurs von Texas. Dafür wurde er zwischen März 1897 und Januar 1903 wieder in den US-Kongress gewählt. Dort vertrat er vor allem die Interessen der Viehzüchter und die Ansprüche der durch die Indianerkriege betroffenen Bürger. Außerdem befasste er sich mit nationalen und internationalen Grenzproblemen.

## Gouverneur von Texas
Im Jahr 1902 wurde Samuel Lanham zum Gouverneur seines Staates gewählt. Nach einer Wiederwahl im Jahr 1904 konnte er dieses Amt zwischen dem 20. Januar 1903 und dem 15. Januar 1907 ausüben. In dieser Zeit wurden die Wahlgesetze des Staates Texas reformiert. Unter anderem wurde das Vorwahlprinzip eingeführt. Damals begann sich auch die Erdölindustrie in Texas zu entwickeln, die bald der wichtigste Wirtschaftsfaktor des Staates werden sollte. Die Arbeitsgesetze bei der Eisenbahn wurden verbessert und eine Steuerreform durchgeführt. Lanham war der letzte Gouverneur von Texas, der noch im Bürgerkrieg gekämpft hat.
Nach dem Ende seiner Gouverneurszeit zog sich Lanham aus der Politik zurück. Er verstarb im Jahr 1908. Mit seiner Frau Sarah Meng hatte er fünf Kinder, darunter den Sohn Fritz, der von 1919 bis 1947 ebenfalls für Texas im US-Repräsentantenhaus saß.